# AVICII Invector
AVICII Invector es un videojuego musical multijugador de 2019 desarrollado por el estudio sueco Hello There Games con Wired Productions, en memoria del DJ sueco Avicii, quien murió en abril de 2018. El juego se lanzó el 10 de diciembre de 2019 para PlayStation 4, Xbox One y Microsoft Windows. El 8 de septiembre de 2020 se lanzó una «Edición Encore» con 10 pistas adicionales, que también está disponible por separado como DLC para los propietarios existentes, en todas las plataformas existentes y Nintendo Switch. El juego se lanzó originalmente para PlayStation 4 el 6 de diciembre de 2017 como «Invector», con solo 22 pistas. La versión 2019 se entregó de forma gratuita a los propietarios de la versión original. El juego se relanzó más tarde en Stadia el 1 de marzo de 2021. Una versión para Meta Quest 2 lanzada el 27 de enero de 2022.

## Jugabilidad
AVICII Invector permite al jugador viajar a través de seis mundos diferentes. El jugador tiene que correr a través de la pista de música y tiene la tarea de hacer coincidir el «ritmo musical». AVICII Invector presenta 25 de las canciones del cantante. Encore Edition presentó 35 de las canciones, y agregó después 10 (incluidas «Peace of Mind», «Freak» y el éxito de ventas «SOS») y un nuevo mundo.
| Canción                                      | Álbum                | Año  | Mundo    |
| -------------------------------------------- | -------------------- | ---- | -------- |
| «Can't Catch Me»                             | Stories              | 2015 | Valle    |
| «Pure Grinding»                              | Stories              | 2015 | Valle    |
| «What Would I Change It To»                  | Avīci (01)           | 2017 | Valle    |
| «The Nights» (Avicii by Avicii Remix)        | The Days / Nights EP | 2015 | Valle    |
| «Waiting for Love»                           | Stories              | 2015 | Espacio  |
| «Gonna Love Ya»                              | Stories              | 2015 | Espacio  |
| «You Be Love»                                | Avīci (01)           | 2017 | Espacio  |
| «Friend of Mine»                             | Avīci (01)           | 2017 | Espacio  |
| «Sunset Jesus»                               | Stories              | 2015 | Hielo    |
| «Fade into Darkness»                         | Sencillo             | 2011 | Hielo    |
| «Wake Me Up»                                 | True                 | 2013 | Hielo    |
| «Lonely Together»                            | Avīci (01)           | 2017 | Hielo    |
| «Without You»                                | Avīci (01)           | 2017 | Ciudad   |
| «Hey Brother»                                | True                 | 2013 | Ciudad   |
| «Levels»                                     | Sencillo             | 2011 | Ciudad   |
| «I Could Be the One» (con Nicky Romero)      | Sencillo             | 2012 | Ciudad   |
| «You Make Me»                                | True                 | 2013 | Ciudad   |
| «Lay Me Down»                                | True                 | 2013 | Bosque   |
| «For a Better Day»                           | Stories              | 2015 | Bosque   |
| «Broken Arrows» (M-22 Remix)                 | Stories              | 2015 | Bosque   |
| «True Believer»                              | Stories              | 2015 | Bosque   |
| «Talk to Myself»                             | Stories              | 2015 | Bosque   |
| «Fades Away»                                 | Tim                  | 2019 | Oblivion |
| «Tough Love»                                 | Tim                  | 2019 | Oblivion |
| «Heaven»                                     | Tim                  | 2019 | Oblivion |
| «Peace of Mind»                              | Tim                  | 2019 | TIM      |
| «Freak»                                      | Tim                  | 2019 | TIM      |
| «Bad Reputation»                             | Tim                  | 2019 | TIM      |
| «SOS»                                        | Tim                  | 2019 | TIM      |
| «Heart Upon My Sleeve»                       | Tim                  | 2019 | TIM      |
| «Addicted to You»                            | True                 | 2013 | Magma    |
| «My Feelings for You» (with Sebastien Drums) | Sencillo             | 2010 | Magma    |
| «Seek Bromance» (as Tim Berg)                | Sencillo             | 2010 | Magma    |
| «Sunshine» (with David Guetta)               | Nothing but the Beat | 2011 | Magma    |
| «Trouble»                                    | Stories              | 2015 | Magma    |
| «Wake Me Up 8-bit»                           | –                    | 2018 | –        |

## Recepción

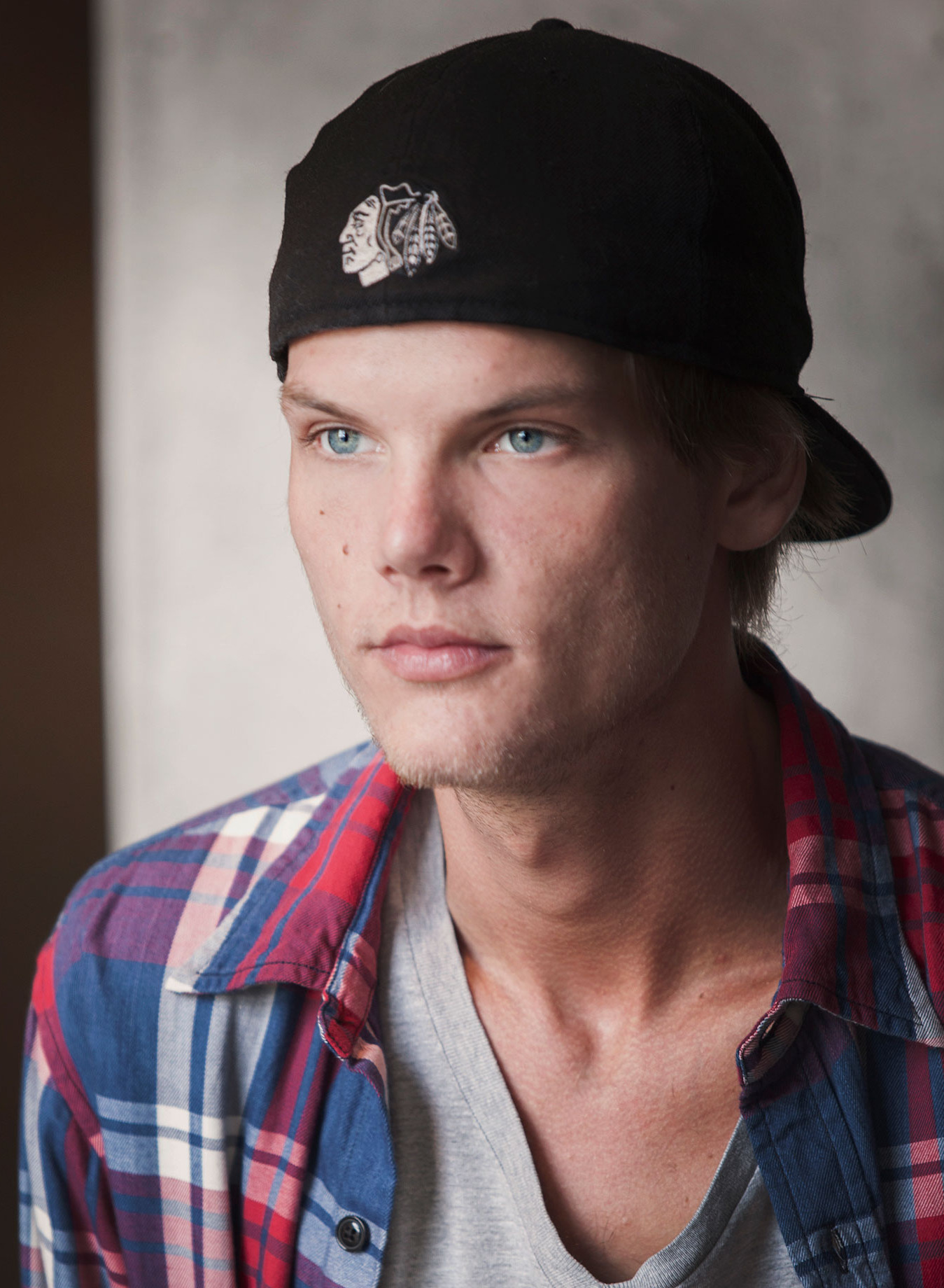
El videojuego está dedicado a Avicii, quien murió en abril de 2018.

### Respuesta crítica
Metacritic, que utiliza una media ponderada, asignó al juego una puntuación de 80 sobre 100, basada en 5 críticas, lo que indica «críticas generalmente favorables».
Jenni Lada de PlayStation LifeStyle escribió: «AVICII Invector realmente clava, es el sentido del estilo. Es un juego futurista y minimalista que sigue a un piloto de una nave espacial que viaja a través de las canciones que toca». Jade King de TrustedReviews escribió: «Es desgarrador que Avicii no esté presente para experimentar un proyecto por el que tenía tanta pasión, pero estaría orgulloso de lo que se ha logrado aquí. Se remonta a los grandes de los juegos de ritmo mientras avanza por su propio camino y por una buena causa».
Rebecca April May de TheGuardian.com escribió: «Con tanto énfasis en el arte y el audio, siempre se corría el riesgo de que el estilo primara sobre la sustancia». Sean Munro de Flickering Myth escribió varios contras del juego, entre ellos: «Decepcionante falta de desafío», «La dificultad difícil está desactivada sin sentido» y «No hay multijugador en línea».